# Heinrich Bartelsen
Johann Heinrich Bartelsen (* 9. April 1806 in Schleswig; † 27. August 1866 in Kappeln) war ein deutscher Kapitän.

## Familie
Heinrich Bartelsen kam aus einer Familie, deren Angehörige auf Maasholm als Schiffer und Bauer tätig waren. Sein Vater Johann Heinrich Bartelsen (* 16. Juni 1776 in Maasholm; 25. Dezember 1814 in Schleswig) war ein Kapitän und verheiratet mit Maria Dorothea, geborene Bruhn (* 12. Juni 1781 in Maasholm; 29. August 1870 in Schleswig). Er selbst heiratete am 17. Mai 1830 Dorothea (Doris) Johanna Faßmann (* 28. Februar 1811 in Kiel; 26. Februar 1896 in Schleswig). Ihr Vater Johann Christian Faßmann (1781–1814) war verheiratet mit Maria Sophia Friederica, geborene Brauer (1787–1852). Das Ehepaar Bartelsen hatte 16 Kinder. 10 Töchter hiervon starben nach dem Tod ihres Vaters.

## Leben und Wirken
Bartelsens Jugendjahre sind nicht dokumentiert. Wie zahlreiche Mitglieder seiner Familie ergriff er den Beruf des Schiffers. Als 22-Jähriger gehörte ihm der Frachtsegler „Der 6te Insulaner“. Mit diesem, und danach ab 1833 mit der Jacht „Dorothea“ fuhr er zu Handelszwecken in die südliche und westliche Ostsee und nach Lübeck. Hier kam er in den 1840er Jahren in Kontakt mit demokratischen und liberalen Strömungen. Während der Schleswig-Holsteinischen Erhebung setzte er sich für die Deutschen ein. Er kämpfte dabei nicht in der Armee, half den Soldaten jedoch, wo er konnte.
Bartelsens Vorgehen beim Gefecht bei Eckernförde machte ihn überregional bekannt. Gemeinsam mit Ludwig Theodor Preußer, der das Kommando über die Südschanze in Eckernförde hatte, setzte er zur Christian VIII. über. Im Innenraum des Schiffes war ein Feuer ausgebrochen; das Boot manövrierunfähig. Er teilte den Dänen mit, dass sie das Schiff übergeben sollten. Preußer und Bartelsen initiierten Rettungsmaßnahmen für die dänischen Seeleute. Bartelsen fuhr den festgenommenen Kapitän Frederik August Paludan an Land und nahm danach mit vier Freiwilligen Kurs auf die Fregatte „Gefion“, um deren Besatzung ebenso zur Übergabe aufzufordern. Bartelsen brachte den Kommandanten, einen Offizier und 25 Personen an Land. Nachdem die „Christian VIII.“ explodiert war, sicherte er mit Freiwilligen die Gefion und überführte sie zur Brücke von Eckernförde.
Nachdem die Schleswig-Holsteiner die Schlacht bei Idstedt verloren hatten, fuhr Bartelsen am 25. Juli 1850 mit der „Dorothea“ nach Kiel, um einer möglichen Haft zu entgehen. Hier versteckte er sich bei Verwandten seiner Frau. Er beantragte, nach Schleswig zurückkehren zu dürfen und erhielt am 1. März 1851 eine entsprechende Zusage. Er musste sich in polizeiliche Aufsicht begeben, durfte jedoch wieder Handelsfahrten unternehmen. 1852 sprach er in einer Gastwirtschaft einen Toast auf Schleswig-Holstein aus, was die dänische Regierung als politischen Protest ansah. Bartelsen wurde aus diesem Grund mit einer vierzigtägigen Haftstrafe belegt.
Als Ende 1863 Truppen des Deutschen Bundes nach Holstein einmarschierten, bot Bartelsen seine Hilfe an. Aufgrund seiner detaillierten Ortskenntnisse sollte er als Marineoffizier im preußischen Generalkommando dienen. Die Heeresverwaltung erteilte ihm den Auftrag, sämtliche brauchbaren Boote und Schiffe anzuschiffen, die bei geplanten Manövern eingesetzt werden sollten. Als die Truppen im Februar 1864 strategisch bedeutend die Schlei nahe Arnis überschritten, marschierte Bartelsen an vorderster Front mit. Danach half er, eine Pontonbrücke über den Ekensund nach Broacker zu bauen. Diese ermöglichte die Versorgung der Truppen während einer mehrere Wochen dauernden Belagerung der Düppeler Schanzen. Außerdem unterstützte er Bemühungen, die dänische Rolf Krake fernzuhalten. Seine bedeutendste Leistung gelang ihm am 29. Juni 1864. An diesem Tag kam es erneut zu Kämpfen, bei denen die Truppen den Alsensund überquerten. Bartelsen beschaffte die hierfür notwendigen 160 Transportschiffe. Außerdem half er wesentlich bei der Gestaltung der Angriffspläne mit. Die ihm vorgesetzten Offiziere brachten ihm für seine Leistungen höchste Anerkennung entgegen. Bartelsen war zudem in der Bevölkerung äußerst beliebt und bekannt.
Bartelsen starb wenig später an der Cholera, an der er während eines Aufenthalts in Hamburg erkrankt war.

## Ehrungen
Im Jahr 1864 erhielt Bartelsen den Königlich Preußischen Kronenorden und den Roten Adlerorden verliehen. 1865 ließ die Stadt Schleswig ihm zu Ehren einen Silberpokal anfertigen, der sich heute in der Schleswig-Holsteinischen Landesbibliothek befindet.